# Dwaine Dillard
Dwaine R. Dillard (Omaha, 9 marzo 1949 – Phoenix, 25 giugno 2008) è stato un cestista statunitense, professionista nella ABA.

## Carriera
Dopo la carriera universitaria a Eastern Michigan, venne selezionato al sesto giro del Draft NBA 1972 dai Baltimore Bullets, con l'89ª scelta assoluta.
Non giocò mai nella NBA, disputando un paio di stagioni con gli Harlem Globetrotters. Giocò 3 partite nella ABA con gli Utah Stars nella stagione 1975-76, segnando 4 punti.
La sua storia è stata raccontata nel libro The Rhythm Boys of Omaha Central.